# 村上幸史
村上 幸史（むらかみ ゆきふみ、1979年12月23日 - ）は、日本の陸上競技選手。専門はやり投。アテネオリンピック・北京オリンピック日本代表。2009年ベルリン世界陸上競技選手権大会銅メダリスト。愛媛県の離島である越智郡生名村（現・同郡上島町）出身。日本大学卒業、スズキ浜松アスリートクラブ所属。日本大学文理学部体育学科元助教。現在は、京都市にある株式会社 Y-TRAINING スポーツトレーナー。身長186cm。体重100kg。血液型AB型。

## 競技経歴
中学時代は軟式野球部に所属。ノーヒットノーランを3回達成したことがあり、強豪校から勧誘が殺到するほどの好投手だった が、中学校の体育の授業でハンドボールをやっていた時に陸上部の顧問の目にとまり、「日本一になりたくないか？」と言われ、やり投への転向を決意したという。「勝つのも負けるのも自分次第、というところにも魅力を感じました」と語っている。全国的な投てき競技の強豪校として知られる今治明徳高等学校に進学し、陸上競技部に入部した。
1年時の県大会には110mハードルに出場。2年時の1996年には、インターハイやり投で優勝（記録65m80）。3年時の1997年インターハイでは、やり投（記録68m06）と円盤投（記録53m28）の2冠を達成した。同年秋には愛媛県東予地区選手権やり投において76m54のジュニア日本記録(当時)を樹立。
1998年に日本大学に進学。同年、フランスのアヌシーで開催された第7回世界ジュニア選手権男子やり投で銅メダルを獲得した。これは日本投てき史上、世界大会初のメダルであった。3年時の2000年に第84回日本陸上競技選手権大会やり投で初優勝（以降2011年まで大会12連覇）。4年時の2001年には第21回ユニバーシアードで7位入賞。日本インカレでは80m59の日本学生新記録を樹立。日本人3人目の80mスローワーとなった。
2002年、スズキに入社。同年の釜山で開催された第14回アジア大会に左頸骨の疲労骨折の重症をおして出場し銀メダルを獲得した。アジア大会後に左頸骨の手術に踏み切った。短助走での投てき技術の向上と、足の回復もあって、2004年シーズンには自己記録を81m71にまで伸ばし、アテネオリンピックに初出場するも78m59で予選敗退。2006年には自身2度目となる第15回アジア大会の銀メダルを獲得するも、2005年ヘルシンキ世界選手権では68m31、2007年大阪世界選手権では77m63、2008年北京オリンピックでは78m21と世界大会では4大会連続で予選落ちとなり、世界大会決勝進出の目標は果たせないでいた。
2009年8月21日、ドイツ・ベルリンで開催された第12回世界選手権の男子やり投予選で83m10（当時日本歴代2位）を投げて決勝進出を果たし、8月23日の決勝では2投目で82m97を投げて3位になり、銅メダルを獲得した。オリンピックと世界選手権を通じて、男子やり投種目の日本人選手初のメダリストとなった。また世界陸上大会のフィールド競技における日本人のメダル獲得者は、2001年大会で銀・2003年大会で銅の男子ハンマー投・室伏広治以来二人目である。
その後、2009年内に開催されたスーパー陸上2009では2位、第18回アジア選手権では優勝。12月には日本陸上競技連盟の年間MVP（アスリート・オブ・ザ・イヤー）に選出された。
2010年第16回アジア大会では決勝の2投目で自己ベストの83m15（当時日本歴代2位）を出して、アジア大会3度目の出場で初めて金メダルを獲得した。
2011年5月、セイコーゴールデングランプリ川崎で国内開催大会での自己ベスト記録（当時）となる82m90で優勝。同年7月10日、神戸総合運動公園ユニバー記念競技場で開催された第19回アジア選手権で自己ベスト記録（当時）となる83m27の投擲で2連覇を達成。8月14日にも愛媛県総合運動公園陸上競技場で開催された国体予選で自己ベスト記録（当時）を83メートル53 に伸ばし、9月1日、韓国・大邱での第13回世界選手権に挑んだが、1投目の80m19を出した後、2投目以降に記録を伸ばせずに予選落ちした。
2012年6月9日、第96回日本選手権で2投目に自らの大会記録を更新する82m93、3投目に大会記録と自己ベストを更新する83m95をマークした。ディーン元気が4投目に84m03を記録したため、逆転されて2位となった。日本選手権の連覇は12で途切れたが、3大会連続となるロンドンオリンピック日本代表、及び日本選手団主将に選出された。迎えたロンドンオリンピックでは予選で77m80に終わり、予選敗退となった。
2013年4月、日本大学文理学部体育学科助教に就任した。同月29日の織田記念国際において自己記録を2m以上更新する85m96を投げて2大会ぶり13回目の優勝、日本陸連の設定した第14回世界選手権派遣設定記録 (84m27) を突破した。6月8日に行われた第97回日本選手権において81m04を投げ、2年ぶり13度目の優勝を果たすと同時に、8月にモスクワで行われる第14回世界選手権の代表に内定した。
2014年6月8日の第98回日本選手権は73m91を投げて6位。10月2日の仁川アジア大会では一投目にシーズンベストとなる81m66をマークして4位となった。
2015年6月28日の第99回日本選手権は77m84を投げて新井涼平に次ぐ2位となった。7月、2大会ぶりに出場したアジア選手権では3位となった。世界選手権出場は逃した。
2016年6月25日、第100回日本選手権は最終6投目に78m10を投げて2位に入った。
2021年9月26日、第105回日本選手権にて引退

## 成績

### 主要競技会
以下は全てやり投げでの成績。
| 年   | 大会                                  | 開催国       | 成績     | 記録  |
| ---- | ------------------------------------- | ------------ | -------- | ----- |
| 1996 | 第6回アジアジュニア陸上競技選手権大会 | インド       | 12位     | 60m76 |
| 1997 | 第7回アジアジュニア陸上競技選手権大会 | タイ         | 2位      | 71m18 |
| 1998 | 第7回世界ジュニア陸上競技選手権大会   | フランス     | 3位      | 70m72 |
| 2001 | 第21回ユニバーシアード                | 中国         | 7位      | 71m75 |
| 2002 | 第14回アジア競技大会                  | 韓国         | 2位      | 78m77 |
| 2003 | 第15回アジア陸上競技選手権大会        | フィリピン   | 2位      | 77m04 |
| 2004 | 第28回オリンピック競技大会            | ギリシャ     | 予選9位  | 78m59 |
| 2005 | 第10回世界陸上競技選手権大会          | フィンランド | 予選13位 | 68m31 |
| 2005 | 第16回アジア陸上競技選手権大会        | 韓国         | 6位      | 74m65 |
| 2006 | 第15回アジア競技大会                  | カタール     | 2位      | 78m15 |
| 2007 | 第11回世界陸上競技選手権大会          | 日本         | 予選10位 | 77m63 |
| 2008 | 第29回オリンピック競技大会            | 中国         | 予選8位  | 78m21 |
| 2009 | 第12回世界陸上競技選手権大会          | ドイツ       | 3位      | 82m97 |
| 2009 | スーパー陸上競技大会2009              | 日本         | 2位      | 82m41 |
| 2009 | 第18回アジア陸上競技選手権大会        | 中国         | 優勝     | 81m50 |
| 2010 | 第16回アジア競技大会                  | 中国         | 優勝     | 83m15 |
| 2011 | 第19回アジア陸上競技選手権大会        | 日本         | 優勝     | 83m27 |
| 2011 | 第13回世界陸上競技選手権大会          | 韓国         | 予選15位 | 80m19 |
| 2012 | 第30回オリンピック競技大会            | イギリス     | 予選24位 | 77m80 |
| 2013 | 第14回世界陸上競技選手権大会          | ロシア       | 予選22位 | 77m75 |
| 2014 | 第17回アジア競技大会                  | 韓国         | 4位      | 81m66 |
| 2015 | 第21回アジア陸上競技選手権大会        | 中国         | 3位      | 79m05 |

### 年次ベスト
| 年     | 所属         | やり投 | 円盤投 | 十種競技 | 備考                                                                 |
| ------ | ------------ | ------ | ------ | -------- | -------------------------------------------------------------------- |
| 1995年 | 今治明徳高1  | 56m60  |        |          |                                                                      |
| 1996年 | 今治明徳高2  | 68m00  |        |          |                                                                      |
| 1997年 | 今治明徳高3  | 76m54  |        |          | ※ジュニア日本記録(当時)※日本高校記録                                 |
| 1998年 | 日本大1      | 73m62  |        |          |                                                                      |
| 1999年 | 日本大2      | 71m70  |        | 6605     | ※愛媛県記録（十種競技）                                              |
| 2000年 | 日本大3      | 78m57  |        |          |                                                                      |
| 2001年 | 日本大4      | 80m59  | 51m72  |          | ※日本学生記録※日本歴代3位（当時）（以上やり投）※愛媛県記録（円盤投） |
| 2002年 | スズキ       | 78m77  |        |          |                                                                      |
| 2003年 | スズキ       | 78m98  | 50m21  |          |                                                                      |
| 2004年 | スズキ       | 81m71  |        |          |                                                                      |
| 2005年 | スズキ       | 79m79  |        |          |                                                                      |
| 2006年 | スズキ       | 78m54  |        |          |                                                                      |
| 2007年 | スズキ       | 79m85  |        |          |                                                                      |
| 2008年 | スズキ       | 79m71  |        |          |                                                                      |
| 2009年 | スズキ       | 83m10  |        |          | ※日本歴代2位（当時） 第12回世界陸上競技選手権大会 予選にて           |
| 2010年 | スズキ浜松AC | 83m15  |        |          | ※日本歴代2位（当時） 第16回アジア競技大会にて                        |
| 2011年 | スズキ浜松AC | 83m53  |        |          | ※日本歴代2位（当時） 国民体育大会愛媛県予選にて                      |
| 2012年 | スズキ浜松AC | 83m95  |        |          | ※日本歴代3位（当時） 日本選手権にて                                  |
| 2013年 | スズキ浜松AC | 85m96  |        |          | ※日本歴代2位（当時） 織田記念にて                                    |
| 2014年 | スズキ浜松AC | 81m66  |        |          | 第17回アジア競技大会にて                                             |
| 2015年 | スズキ浜松AC | 79m05  |        |          | 第21回アジア陸上競技選手権大会にて                                   |
| 2016年 | スズキ浜松AC | 81m81  |        |          | 第29回南部忠平記念陸上競技大会にて                                   |

- その他砲丸投13m93、ハンマー投47m93の記録を持っている。

## 身体能力
日本大学時代に球速152km/hを計測したことがある。2009年7月17日にプロ野球の横浜ベイスターズが行ったスピードガンコンテストでは142km/h、2015年5月28日に横浜スタジアムで行われたDeNA-オリックス戦の始球式では144km/hを記録。一週間前に同スタジアムのブルペンで行われた投球練習では、MAX147km/hを記録。
日本陸上競技連盟の投てき部長である小山裕三によると、2002年にフィンランドで受けた運動能力テストで将来的に85mを投げることが可能という結果が出たという。小山は村上について、「地肩が強い。野球の遠投をやらせれば140mは投げるし、下半身も強い。走らせたりバウンディングをやらせたらわかります。」と評している。

## 人物
憧れの選手に男子ハンマー投の室伏広治を挙げており、「広治さんが辞めない限りは(自分も)辞められない」と語っている。
母親は今治明徳高。
今治明徳高校の当時の陸上部監督に見出され、入学と同時に陸上を始める。 